# Lou Grant
Lou Grant was een Amerikaanse dramaserie van de zender CBS die liep van 20 september 1977 tot 13 december 1982. De serie was een spin-off van de populaire reeks The Mary Tyler Moore Show. Het was al de derde spin-off van de reeks maar in tegenstelling tot Valerie Harper en Cloris Leachman, die de serie vroegtijdig verlieten voor de series Rhoda en Phyllis, begon Lou Grant pas nadat The Mary Tyler Moore Show aan zijn einde was gekomen. Deze serie was ook geen sitcom zoals voornoemde drie series maar een dramareeks. De hoofdrolspeler was Edward Asner als Lou Grant, een rol die hij van 1970 tot 1982 speelde.
Bij Mary Tyler Moore werkte Lou voor televisiestation WJM-TV; in de laatste aflevering werden bijna alle acteurs ontslagen. Daarna nam Lou een job aan voor de fictieve krant Los Angeles Tribune. De serie werd in Nederland door de KRO uitgezonden. De zender TV10 Gold zond gedurende enige tijd de serie nogmaals uit.

## Verhaal
Lou Grant reist met de bus van Minneapolis naar Los Angeles. Zijn huwelijk is gestrand en hij is ontslagen bij het televisiestation WJM-TV. Grant is ingegaan op het aanbod van zijn oude vriend Charlie Hume, hoofdredacteur van de Los Angeles Tribune, om chef te worden van de stadsredactie van deze krant. Grant moet wennen aan zijn nieuwe status en aan zijn nieuwe woonplaats. Zo merkt hij dat het vrijwel onmogelijk is om in Los Angeles te verblijven zonder auto. De stad is te druk en te uitgestrekt. The Los Angeles Tribune is de eigendom van de eigenzinnige weduwe Margaret Pynchon die Grant vaak steunt, maar ook regelmatig terugfluit. De stadsredactie is een belangrijk onderdeel van de Trib, zoals de krant door de journalisten wordt genoemd, en er wordt veel van Grant en zijn reporters verwacht. Zijn belangrijkste steunpilaren zijn Joe Rossi en Billie Newman. Rossi gaat door het vuur voor een primeur en lijkt geheel met zijn werk getrouwd. Toch heeft ook Rossi zijn problemen, bijvoorbeeld met zijn alcoholistische vader. Billie Newman is zijn tegenpool, ze oogt heel kwetsbaar, maar is een goede journaliste, een stuk nauwgezetter dan Rossi, maar minder flamboyant. Ze werken veel samen met fotograaf Dennis Price, beter bekend als “Animal”. Zijn bijnaam heeft overigens meer met zijn uiterlijk te maken dan met zijn humeur. Grant wordt ook bijgestaan door zijn assistent-chef, Art Donovan, die lang de pest in heeft omdat hij gepasseerd is voor de functie van chef stadsredactie.
In de meeste afleveringen volgen we de journalisten die door Grant op pad zijn gestuurd. De schrijvers van de serie deinsten er niet voor terug om controversiële onderwerpen aan te pakken. Issues als alcoholisme, prostitutie, daklozen, homoseksualiteit werden afgewisseld met milieuverontreiniging en onbetrouwbare kerncentrales. Vaak werden deze onderwerpen gekoppeld aan de hoofdpersonen. Zo worstelt Rossi met zijn alcoholistische vader en ziet Lou Grant zijn oude huisarts Arthur Woolrich als dakloze over straat zwerven. Naast de maatschappelijke onderwerpen komen ook andere nieuwsitems als branden, aardbevingen en ongelukken ruim aan bod. De journalisten zelf komen regelmatig in aanraking met plagiaat, omkoperij en misleidende informatie. Zo raakt bijvoorbeeld Rossi in diskrediet als hij een aantal malen achter elkaar primeurs doorgeeft die zijn gebaseerd op foute informatie. Hij wil zo graag de eerste zijn dat hij zijn bronnen amper checkt.

## Productie
De serie was losjes gebaseerd op de belevenissen van Guy Talese, journalist bij de New York Times, die de geschiedenis van zijn krant publiceerde in zijn boek The New York Times, The Kingdom and the Power. Een andere verwijzing naar de realiteit was de eigenares van de krant, Margaret Pynchon. Pynchon is gebaseerd op Dorothy Chandler, de eigenares van de Los Angeles Times en de eigenares van de Washington Post Katharine Graham.
De serie werd in 1982 ondanks de nog altijd hoge kijkcijfers stopgezet. CBS kreeg steeds meer problemen met Ed Asner die politiek stelling nam tegen de interventie van de Amerikanen in El Salvador. Adverteerders begonnen af te haken toen Asner in een persconferentie zei dat hij vrije verkiezingen in El Salvador steunde, zelfs als dat zou betekenen dat er communisten werden gekozen.

## Rolverdeling
- Ed Asner – Lou Grant

verder op alfabetische volgorde op achternaam van de acteur
- Mason Adams – Charlie Hume
- Daryl Anderson – Dennis “Animal” Price
- Rebecca Balding - Carla Madigan (alleen eerste drie afleveringen)
- Jack Bannon – Art Donovan
- Linda Kelsey – Billie Newman
- Nancy Marchand – Margaret Pynchon
- Robert Walden – Joe Rossi

## Prijzen

### Emmy Award
- 1978 - Beste mannelijke hoofdrol in een dramaserie - Edward Asner
- 1978 - Beste vrouwelijke bijrol in een dramaserie - Nancy Marchand
- 1979 - Beste dramaserie
- 1979 - Beste scenario voor de episode Dying
- 1980 - Beste dramaserie
- 1980 - Beste mannelijke hoofdrol in een dramaserie - Edward Asner
- 1980 - Beste vrouwelijke bijrol in een dramaserie - Nancy Marchand
- 1980 - Beste scenario voor de episode Cop
- 1980 - Beste regie voor de episode Cop
- 1980 - Beste muziek voor de episode Hollywood
- 1981 - Beste vrouwelijke bijrol in een dramaserie - Nancy Marchand
- 1982 - Beste vrouwelijke bijrol in een dramaserie - Nancy Marchand

### Golden Globe
- 1978 - Beste mannelijke hoofdrol in een dramaserie - Edward Asner
- 1980 - Beste dramaserie
- 1980 - Beste mannelijke hoofdrol in een dramaserie - Edward Asner